# SPECIALZ
〈SPECIALZ〉是日本搖滾樂團King Gnu的第七張實體單曲，為電視動畫《咒術迴戰 澀谷事變篇》的片頭曲，於2023年9月6日由Ariola Japan發行。
單曲分為2個版本發售，分別是「通常盤」，以及由PERIMETRON以原作《咒術迴戰「澀谷事變篇」》為概念繪製封面的「期間生產限定盤」。

## 製作
常田大希：「我很榮幸能為《咒術迴戰 澀谷事變篇》創作片頭曲，我們相信自己創作了一首與咒靈們的大鬧相稱的樂曲，請期待〈SPECIALZ〉吧！請用爆音來聆聽，讓我們一起嗨起來。」
荒居誠（PERIMETRON）：「混雜、瘋狂、蠢動。「澀谷事變」的波濤洶湧的群像劇和狂亂的景象融入了〈SPECIALZ〉藝術作品中。限定CD版有實體版特有的特殊設計，一定要拿起來看看喔~。」

## 收錄內容
| CD   | CD                                            | CD       | CD       | CD   |
| 曲序 | 曲目                                          |          | 作曲     | 时长 |
| ---- | --------------------------------------------- | -------- | -------- | ---- |
| 1.   | SPECIALZ                                      | 常田大希 | 常田大希 | 3:59 |
| 2.   | 一途（Live at TOKYO DOME November 20th 2022） |          |          |      |
| 3.   | 逆夢（Live at TOKYO DOME November 20th 2022） |          |          |      |